# ليوي كويل
ليوي كويل (بالإنجليزية: Lewie Coyle)‏ (من مواليد 15 أكتوبر 1995) هو لاعب كرة قدم إنجليزي يلعب في مركز الدفاع مع هال سيتي في الدوري الإنجليزي الممتاز والمنتخب الإنجليزي، وهو معروف بقوته وقيادته وقدرته في الكرات الهوائية.